# Haus Bahnhofstraße 1 (Bad Laasphe)

Haus Bahnhofstraße 1

Barockes Detail am Haus Bahnhofstraße 1

Das Haus Bahnhofstraße 1 ist ein seit 1986 unter Denkmalschutz stehendes Fachwerkhaus der historischen Altstadt von Bad Laasphe, das um 1708 als Bürgerhaus der Barockzeit vor dem östlichen Stadttor errichtet wurde. Es handelt sich um ein zweigeschossiges Gebäude mit Giebel zur Straße mit Anbauten.

## Lage
Das Gebäude ist als eines der ersten Gebäude außerhalb der Stadtmauer von Laasphe vor dem damaligen östlichen (unteren) Stadttor errichtet worden. Sein südlicher Giebel zeigte zu der Landstraße nach Biedenkopf, die hier auf den Stadtkern traf. Das Grundstück reichte bis zum Laasphebach im Norden.

## Besitzergeschichte
Das Haus wurde um 1708 von dem 1666 geborenen Kraft Keller erbaut.
Danach übernahm Christian Zode das Anwesen, der nach dem Tod seiner Frau nach Burbach zog.
Nächster Besitzer wurde Philipp Vomhof aus Biedenkopf. Seine Kinder verkauften um 1817 das Haus an Jakob Wehn, der es seinem Sohn Friedrich Wehn überließ. Um 1828 wurde hier eine Mautstation eingerichtet, an die heute eine Tafel am Haus erinnert. 